# ادی راما
ادی راما (زاده ۴ ژوئیه ۱۹۶۴) سیاستمدار، هنرمند، نویسنده و نخست وزیر فعلی آلبانی از سال ۲۰۱۳ است. وی از سال ۲۰۰۵ رهبر حزب سوسیالیست بوده است. او از سال ۱۹۹۸ تا ۲۰۰۰ وزیر فرهنگ، جوانان و ورزش آلبانی بود. او با حزب دست چپی ائتلاف کرده و در ژوئن ۲۰۱۳ با شکست دادن حزب محافظه‌کار جانشین نخست‌وزیر سالی بریشا شد.
حزب سوسیالیست به رهبری ادی راما در انتخابات پارلمانی ۲۰۱۷ آلبانی که در روز یکشنبه ۲۵ ژوئن برگزار شد ۷۷ کرسی به دست آورد و صاحب اکثریت شد.